# کوری جانسون (هنرپیشه)
کوری جانسون (انگلیسی: Corey Johnson؛ زادهٔ ۱۷ مهٔ ۱۹۶۱) هنرپیشه اهل ایالات متحده آمریکا است. وی از سال ۱۹۹۲ میلادی تاکنون مشغول فعالیت بوده‌است.
از فیلم‌هایی که وی در آن نقش داشته‌است می‌توان به سرباز جهانی: احیا، مگان لیوی، کاپیتان فیلیپس ، عزم کشتار، حالا چه‌طور زندگی می‌کنم و تیتان اشاره کرد.